# Маркграфство Инчиза
Маркграфството Инчиза (на италиански: Marchesato di Incisa) е господство на род Алерамичи в Южен Пиемонт в Северна Италия между 1161 и 1548 г. Столица е Инчиза Скапачино в днешната провинция Асти.

## История
Замъкът на Инчиза е споменат за пръв път през 984 г. Владетелите произлизат от Бонифаций дел Васто. Първият маркграф от 1161 г. е Алберто дел Васто, който умира в битка през 1181 г. и неговата съпруга Домицела поема регентството. Те имат шест сина.
Инчиза е анексиран към Маркграфство Монферат през 1518 г. Последният маркграф през 1548 г. е Боарело II.